# Buchenwälder und Wiesentäler des Nordsteigerwalds
Das FFH-Gebiet Buchenwälder und Wiesentäler des Nordsteigerwalds ist ein 2004 nach der Natura 2000 Richtlinie gegründetes Schutzgebiet im Nordsteigerwald. Es erstreckt sich über den oberfränkischen Landkreise Bamberg sowie die beiden unterfränkischen Landkreisen Schweinfurt und Haßberge.

## Geographische Lage
Das aus vielen Teilbereichen bestehende, etwa 15.800 Hektar große Schutzgebiet liegt ausschließlich im Naturraum Steigerwald, welcher mit wenigen Ausnahmen deckungsgleich mit dem Naturpark Steigerwald ist. Das Gebiet umfasst die drei bayerischen Landkreise Bamberg, Schweinfurt und Haßberge. Es grenzt im Norden an das Maintal. Östlich des FFH-Gebietes liegt der östliche Steigerwald, südlich liegt der mittlere Steigerwald, und im Westen beginnt das Steigerwaldvorland. Das FFH-Gebiet ist sehr dünn besiedelt. Weder im FFH-Gebiet noch in der Nähe befinden sich größere Städte. Bamberg liegt etwa 15 km östlich des Gebietes, und Schweinfurt befindet sich ungefähr 20 km nördlich des Schutzgebietes. In der ländlich geprägten Region befinden sich eher kleinere Orte oder Kleinstädte. Bedeutsam sind z. B. Ebrach mit der berühmten Zisterze, auch Orte wie Eltmann oder Michelau im Steigerwald sind regional sehr bekannt. Außerdem grenzen im Norden Haßfurt und im Osten Burgebrach an das Gebiet. Südlich bzw. westlich liegen Geiselwind bzw. Gerolzhofen. Der wichtigste Fluss ist die Rauhe Ebrach, die in der Waldabteilung Schweinsgrube entspringt. Die Rauhe Ebrach zählt zu den längsten Flüssen, die in Unterfranken entspringen. Sehr bekannt ist auch die Aurach, da nach ihr sogar eine ganze Kommune benannt ist (Oberaurach). Als ökologisch wertvoll ist vor allem der Weilersbach einzuschätzen, da dieser ein wichtiger Ort für weibliche Larven des Feuersalamanders ist. Außerdem entspringen auch die Quellbäche der Volkach bzw. Schwarzach in diesem Gebiet. Im FFH-Gebiet fließt ebenfalls der Stöckigsbach, der in nordöstlicher Richtung verläuft und in die Regnitz mündet. Außerdem durchquert der Steinsfelder Mühlbach dieses Gebiet. In diesem Schutzgebiet befinden sich markante Berge wie der Euerberg (491 m ü. NHN), der Zabelstein (489 m ü. NHN) und der Große Knetzberg (488 m ü. NHN). Ebenfalls im FFH-Gebiet liegen der Böhlberg (485 m ü. NHN), der Nußberg (481 m ü. NHN) und der Gangolfsberg (469 m ü. NHN). Der Der höchste Punkt im FFH-Gebiet Buchenwälder und Wiesentäler des Nordsteigerwalds ist der Euerberg mit einer Höhe von 491 m ü. NHN.

## Besitzstruktur
Mit 77 % besitzt der Freistaat Bayern den größten Anteil am FFH-Gebiet, während sich 18 % der Fläche in kommunaler Hand und 5 % in Privatbesitz befinden. Zu den großen kommunalen Waldgebieten gehören unter anderem der Stadtwald Eltmann, der Bürgerwald in der Nähe von Michelau im Steigerwald sowie größere Teilflächen in der Gemeinde Rauhenebrach. Große zusammenhängende Privatwälder im FFH-Gebiet Buchenwälder und Wiesentäler des Nordsteigerwaldes sind nicht vorhanden; sie liegen verstreut, meist in der Nähe von Kommunalwäldern. Die größten Privatwälder befinden sich in der Gemeinde Rauhenebrach, nördlich von Untersteinbach.

## Geologie
Das FFH-Gebiet besteht geologisch aus Gesteinsschichten des Mittleren Keupers, hauptsächlich aus Sandsteinkeuper und Gipskeuper. Der Gipskeuper ist typisch für die tieferen Lagen im Norden und Westen, während der Sandsteinkeuper im Zentrum und am Südostrand präsent ist. Diese Schichten bestehen aus Sand- und Tonsteinen unterschiedlicher Zusammensetzung sowie karbonatischen Bänken, bekannt als Steinmergel. Die Sandsteine des Keupers bilden hauptsächlich Braunerden mit variierenden Nährstoffgehalten. Dort, wo die Sanddecke dünner ist, befinden sich tonige Sedimente im Unterboden, was zu Zweischichtböden führt. Reine Tonböden des Keupers sind schwer und neigen zu Quellungs- und Schrumpfungseigenschaften. In den Bachtälern haben sich nach der Eiszeit braune, teilweise feuchte und moorige Lehme durch fluviatile Ablagerungen gebildet.

## Lebensraumtypen
Folgende Lebensraumtypen liegen laut Managementplan vor:
| FFH- Code | Lebensraumtyp                                                                                                   | Anzahl Teil- Flächen | Fläche in ha | %-Anteil am Gesamtgebiet |
| --------- | --- | -------------------- | ------------ | ------------------------ |
| 3260      | Flüsse der planaren bis montanen Stufe mit Vegetation des Ranunculion fluitantis und des Callitricho-Batrachion | 10                   | 0,26         | 0,01                     |
| 6210      | Naturnahe Kalk-Trockenrasen und deren Verbuschungsstadien                                                       | 16                   | 2,75         | 0,02                     |
| 6430      | Feuchte Hochstaudenfluren der planaren und montanen bis alpinen Stufe                                           | 25                   | 0,94         | 0,01                     |
| 6510      | Magere Flachland-Mähwiesen                                                                                      | 201                  | 126,17       | 0,79                     |
| 7230      | Kalkreiche Niedermoore                                                                                          | 1                    | 0,01         | 0,01                     |
| 9110      | Hainsimsen-Buchenwald                                                                                           | 214                  | 5.118,84     | 32,21                    |
| 9130      | Waldmeister-Buchenwald                                                                                          | 219                  | 4.987,17     | 31,38                    |
| 9170      | Labkraut-Eichen-Hainbuchenwald                                                                                  | 229                  | 1.230,06     | 7,74                     |
| 9180      | Schlucht- und Hangmischwälder                                                                                   | 5                    | 3,22         | 0,02                     |
| 91E0      | Auenwälder mit Alnus glutinosa und Fraxinus excelsior (Alno-Padion, Alnion incanae, Salicionalbae)              | 193                  | 223,70       | 1,41                     |
| 3150      | Natürliche eutrophe Seen mit einer Vegetation des Magnopotamions oder Hydrocharitions                           | 14                   | 2,43         | 0,02                     |
| 6410      | Pfeifengraswiesen auf kalkreichem Boden, torfigen und tonig-schluffigen Böden                                   | 2                    | 0,60         | 0,01                     |
| 9160      | Subatlantischer oder mitteleuropäischer Stieleichenwald oder Eichen-Hainbuchenwald                              | 19                   | 20,21        | 0,13                     |

## Wald
Im FFH-Gebiet „Buchenwälder und Wiesentäler des Nordsteigerwalds“ machen Wälder 95 % aus, während die restlichen Flächen Offenlandgebiete sind. Die vorherrschende Baumart ist die Rotbuche. Dieses Gebiet beherbergt einen der ältesten Buchenbestände Deutschlands, den Naturwald Kleinengelein. Zusätzlich weist der Böhlgrund, in dem sich auch der neu entstandene Naturwald befindet, eine hohe Dichte an bedrohten Arten auf.
Das FFH-Gebiet ist für seine alten Buchenbestände bekannt, einige von ihnen sind sogar über 200 Jahre alt. In den Landkreisen Bamberg und Schweinfurt wurden allein im ABSP (Arbeitsgemeinschaft Biotop- und Artenschutz in Bayern e.V.) über 7.000 Hektar an überregional bedeutenden Laubwaldflächen bewertet. Die europäische Wichtigkeit dieser Wälder wird durch die Ausweisung von zwei überlappenden Natura-2000-Gebieten deutlich: Das FFH-Gebiet 6029-371 „Buchenwälder und Wiesentäler des Nordsteigerwalds“ und das SPA-Gebiet 6029-471 „Oberer Steigerwald“ umfassen zusammen eine Fläche von 15.877 Hektar. Diese Ergebnisse unterstreichen die internationale Bedeutung des Nördlichen Steigerwaldes für den Artenschutz. Es wird sogar als die zweitwichtigste Vorrangfläche für großflächige Schutzgebiete in Laubwaldgebieten in Deutschland angesehen.
Gemäß der Machbarkeitsstudie zur Nominierung deutscher Buchenwälder als Weltnaturerbe belegte der Nördliche Steigerwald in der Gesamtbewertung den fünften Rang unter den hochwertigsten Buchenwaldgebieten Deutschlands. Er erhielt eine höhere Bewertung als das Gebiet Grumsin/Schorfheide-Chorin, das als Naturerbe für die alten Buchenwälder Deutschlands nominiert wurde. Besonders bei den Kriterien Netto-Buchenwaldfläche und möglichen nutzungsfreien Kernzonen erzielte der Steigerwald hohe Bewertungen.
Der Ebracher Forst ist überregional bekannt für seine beiden Naturwälder, Waldhaus und Brunnstube, sowie für den ehemaligen geschützten Landschaftsbestandteil Hoher Buchener Wald, der wertvolle Buchenbestände beherbergt. Zusätzlich sind der Wustvieler Forst mit dem Naturwald Kleinenglein und der Stollberger Forst zu nennen. Der Forstbetrieb bewirtschaftet einen Großteil der Flächen im Nordsteigerwald, insgesamt 17.000 Hektar Wald. Diese Nutzung gerät immer wieder aufgrund der Fällung alter Starkbuchen in die Kritik. Der Verein Nationalpark Steigerwald, der Freundeskreis Nationalpark Steigerwald und diverse Naturschutzverbände befürchten die Zerstörung dieses potenziellen Weltnaturerbes. Fridays for Future hat mehrfach gegen die Fällungen demonstriert.

## Offenland
Das FFH-Gebiet umfasst insgesamt etwa 817 Hektar Offenlandflächen, die größtenteils in privatem Besitz sind. Diese Flächen befinden sich hauptsächlich entlang von Flüssen, Bächen oder in Lichtungen des Waldes. Besonders bedeutend ist das einzige Niedermoor des Nordsteigerwaldes, die Nasswiese am Lochbach. Auch die beiden wichtigen Pfeifengraswiesen sind erwähnenswert. Die Offenlandbewirtschaftung besteht größtenteils aus regelmäßiger Mahd, die sowohl die charakteristischen Wiesengesellschaften als auch den größten Teil der Kalkmagerrasen umfasst. Einige Kalkmagerrasen und Teile der Feucht- oder Nasswiesen werden jedoch zweimal oder im intensiv gedüngten Grünland sogar dreimal pro Saison gemäht.
Gemäß § 30 des Bundesnaturschutzgesetzes sind die Lebensraumtypen 7230, 6210, 6430 und 3260 in diesem Gebiet besonders geschützt. Insgesamt gibt es vier Biotope mit den Typen Flachmoore und Quellmoore in dieser Region. Eines davon liegt im Naturschutzgebiet Weilersbach (Biotop 6029-1053 – Wiesen im NSG Weilersbachtal). Ein weiteres kleines Moor befindet sich am Karbach südlich von Fabrikschleichach im Biotop Wiesen und Brachflächen im Karbachtal zwischen Fabrikschleichach und Karbach mit der Nummer 6029-1043. Im Norden von Fatschenbrunn liegt das Biotop Nass- und Extensivwiesen im Vögeleinsgrund und am Grundbach, das ebenfalls ein Moorgebiet beherbergt. Die Nummer dieses Biotops lautet 6029-1007. Ein weiteres Moor liegt im Aurachtal.

## Artnachweise
Im Nördlichen Steigerwald wurden etwa 108 Vogelarten identifiziert, darunter bedeutende Brutvögel wie Mittelspecht, Zwergschnäpper, Halsbandschnäpper, Rotmilan und Sperlingskauz. Einige dieser Arten brüten teilweise in mehreren Abschnitten des Gebiets. Es wurden besonders bemerkenswerte Populationen des Mittelspechts mit über 300 Revieren festgestellt. Neben diesen überregional bedeutenden Brutvögeln sind auch zahlreiche Vogelarten von lokaler Bedeutung, darunter Wespenbussard, Baumfalke, Habicht, Schwarzspecht, Raufußkauz, Grauspecht, Grünspecht, Kleinspecht, Waldschnepfe, Dohle, Kolkrabe und Hohltaube, im Gebiet vorhanden. Der Naturwald Kleinengelein könnte der einzige in Deutschland sein, in dem Zwerg-, Halsband-, Trauer- und Grauschnäpper gemeinsam vorkommen. In den letzten Jahren hat sich der Schwarzstorch wieder im Nördlichen Steigerwald angesiedelt, da er die relativ ungestörten Bachtäler in den Wäldern als Nahrungsquelle nutzen kann.
Es wurden wichtige Fledermausarten im Steigerwald nachgewiesen, darunter eine bemerkenswerte Population der Bechsteinfledermaus, deren größte Bestände in Deutschland neben dem Guttenberger Forst bei Würzburg zu finden sind. Ihr Verbreitungsgebiet erstreckt sich größtenteils über Mitteleuropa und das natürliche Buchenareal. Fortpflanzungsnachweise existieren auch für andere überregional bedeutende Arten wie die Große Bartfledermaus, Kleiner Abendsegler, Mopsfledermaus sowie für den Abendsegler, Braunen Langohrfledermaus, Fransenfledermaus und Wasserfledermaus. Mehrere Kolonien des Großen Mausohrs in umliegenden Ortschaften nutzen die ausgedehnten Waldgebiete mit ihrem hohen Anteil an Laubholz als Jagdgebiete.
Im Steigerwald wurden mehr als 518 Arten von Totholzkäfern identifiziert, darunter sieben, die als Relikte aus Urwäldern gelten. Besonders bemerkenswert sind das Vorkommen des Eremiten Osmoderma eremita in Buchenmulmhöhlen, das einzige bekannte Vorkommen des Berliner Prachtkäfers Dicerca berolinensis in Nordbayern in den Kronen der alten Buchen sowie das Auftreten des seltenen Schnellkäfers Ampedus brunnicornis. Die untersuchten Naturwaldreservate im Nördlichen Steigerwald zählen daher zu den 22 bayerischen Hotspot-Gebieten für Totholzkäfer, die als Relikte aus alten Wäldern gelten.
Bedeutende Amphibienarten, die Teile des Waldes als Lebensraum nutzen, sind der Feuersalamander, die Gelbbauchunke, der Kammmolch, der Springfrosch und der Laubfrosch. Beobachtet wird außerdem auch die Wildkatze, was auf den Erfolg eines Auswilderungsprogramms in den 1980er Jahren zurückzuführen ist.
Im FFH-Gebiet sind verschiedene Arten gemäß Bundesnaturschutzgesetz als „streng“ geschützt, wie im Managementplan vermerkt: In der Kategorie Säugetiere fallen darunter die Wildkatze, Braunes Langohr, Mopsfledermaus, Großes Mausohr, Bechsteinfledermaus, Fransenfledermaus, Kleine Bartfledermaus, Wasserfledermaus, Große Bartfledermaus, Bartfledermäuse, Nymphenfledermaus, Kleinabendsegler, Großer Abendsegler, Zwergfledermaus, Rauhhautfledermaus, Biber und Haselmaus. In der Kategorie Vögel zählen dazu der Mäusebussard, Sperber, Rotmilan, Schwarzmilan, Wespenbussard, Baumfalke, Teichhuhn, Steinwälzer, Bekassine, Waldwasserläufer, Turteltaube, Schleiereule, Uhu, Waldkauz, Waldohreule, Eisvogel, Wiedehopf, Grünspecht, Quendel-Ameisenbläuling, Heidelerche, Raubwürger, Halsbandschnäpper, Zwergschnäpper und Ortolan. Zu den Reptilien und Amphibien gehören die Zauneidechse, Kammmolch, Gelbbauchunke, Knoblauchkröte, Kreuzkröte, Laubfrosch, Springfrosch und Kleiner Wasserfrosch. Des Weiteren sind der Eremit, Großer Rosenkäfer und die Gewöhnliche Flussmuschel unter den Insekten und sonstigen Arten streng geschützt und im Managementplan des FFH-Gebiets aufgeführt.

## Bestehende Schutzgebiete

### Waldschutzgebiete
Im Steigerwald gibt es zahlreiche Waldschutzgebiete mit einer Gesamtfläche von etwa 1500 Hektar. Der Naturwald Knetzberge-Böhlgrund zählt zu den größten Waldschutzgebieten in Bayern. Er wird von den Gegnern eines Nationalparks als ein Kompromiss in der langjährigen Debatte um einen möglichen Nationalpark Steigerwald angesehen. Die Befürworter des Nationalparks begrüßen die Ausweisung des Böhlgrundes als Naturwald, kritisieren jedoch die Wahl dieses Standortes. Hierbei handelt es sich nicht um einen typischen Altbuchenwald, der repräsentativ für das FFH-Gebiet wäre, sondern um einen Mischwald, der etwa 150 bis 200 Jahre alt ist. Das Naturwaldreservat Kleinengelein beherbergt die ältesten Buchen Deutschlands, während die Naturwaldreservate Brunnstube und Waldhaus zu den am gründlichsten untersuchten Naturwaldreservaten in Bayern gehören.
| Name                     | Größe in ha | Bild |
| ------------------------ | ----------- | ---- |
| Knetzberge-Böhlgrund     | 847,35      |      |
| Waldhaus                 | 106,22      |      |
| Brunnstube               | 74,79       |      |
| Kleinengelein            | 53,20       |      |
| Zwerchstück              | 28,46       |      |
| Weitere Naturwaldflächen | 383,55      |      |
| Ankauffläche BN          | 6,50        |      |
| Gesamt                   | ca. 1500 ha |      |

### Naturdenkmäler
In diesem FFH-Gebiet befindet sich mit der Feuchtwiese am Sauknock ein Naturdenkmal, welches heimischen Orchideen beherbergt.
| Name                    | Größe in ha | Bild |
| ----------------------- | ----------- | ---- |
| Feuchtwiese am Sauknock | 0,33        |      |

### Geschützte Landschaftsbestandteile
Im FFH-Gebiet Buchenwälder und Wiesentäler des Nordsteigerwald liegen mit der Klosterwiese bei Neuhhaus und mit dem Beerberg-Südhang insgesamt zwei geschützte Landschaftsbestandteile.
| Name                     | Größe in ha | Bild |
| ------------------------ | ----------- | ---- |
| Klosterwiese bei Neuhaus | 0,36        |      |
| Beerberg-Südhang         | 5,81        |      |

### Naturschutzgebiete
Teil des FFH-Gebietes sind insgesamt 11 Naturschutzgebiete.
| Name                                                          | Größe in ha | Bild |
| ------------------------------------------------------------- | ----------- | ---- |
| Tretzendorfer Weiher                                          | 202,58      |      |
| Naturwaldreservat Waldhaus mit Feuchtbereich im Handthalgrund | 107,56      |      |
| Weilersbachtal                                                | 93,75       |      |
| Naturwaldreservat Brunnstube                                  | 49,15       |      |
| Spitalgrund – Oberes Volkachtal                               | 41,89       |      |
| Schulterbachtal                                               | 34,08       |      |
| Dolinen im Mahlholz                                           | 31,39       |      |
| Naturwaldreservat Zwerchstück                                 | 28,46       |      |
| Naturwaldreservat Mordgrund                                   | 24,76       |      |
| Weihergrund bei Ebrach                                        | 24,72       |      |
| Spitzenberg bei Ebrach                                        | 24,64       |      |
| Gesamt                                                        | 662,98      |      |

## Nationalpark Steigerwald
Seit einigen Jahren wird im Nordsteigerwald eine kontroverse Diskussion über die Entwicklung weiterer Schutzgebiete geführt, darunter die Möglichkeit der Schaffung eines Nationalparks. Der Nationalpark soll im Staatsforst entstehen und etwa 11.000 Hektar umfassen, grob zwischen Ebrach und Eltmann liegen. Unterstützt wird dieses Projekt unter anderem von großen Naturschutzverbänden wie Greenpeace, Bund Naturschutz und Landesverband für Vogelschutz. 2023 wurde eine Studie von Hans Knapp veröffentlicht, die die Nationalparkwürdigkeit des Nordsteigerwalds unterstrich.